# Donji Miholjac
Donji Miholjac (mađ. Alsómiholjác) je grad u Slavoniji koji upravno pripada Osječko-baranjskoj županiji.
Dan grada obilježava se 29. rujna, na blagdan sv. Mihaela.

## Prigradska naselja
Do popisa stanovništva iz 1991. godine, postojala je velika općina Donji Miholjac, koja se prostirala na površini od 471 km², a po istom popisu na tom području živjelo je 20 365 stanovnika, raspoređenih u naselja. 
U sastav grada ulazi sedam naselja (stanje 2006.), to su: Donji Miholjac, Golinci, Miholjački Poreč, Podgajci Podravski, Radikovci, Rakitovica i Sveti Đurađ.

## Zemljopisni položaj
Donji Miholjac smješten je u sjevernomu dijelu istočne Slavonije, uz samu sjevernu granicu Hrvatske, u Osječko-baranjskoj županiji. Na zapadu graniči s područjem Općine Viljevo, južno s područjem Općine Magadenovac, a istočno s područjem Općine Marijanci. Na sjeveru Grad Donji Miholjac zauzima područje do same granice s Republikom Mađarskom, koju kao prirodna zapreka predstavlja rijeka Drava, tri kilometra udaljena od Donjeg Miholjca. Na rijeci Dravi sjeverno od Donjeg Miholjca nalazi se most koji povezuje Hrvatsku i Mađarsku na Međunarodnom cestovnom graničnom prijelazu Donji Miholjac.

## Stanovništvo
Godine 2011. ukupno je imao 9491 stanovnika.
| broj stanovnika | 6136  | 6499  | 6101  | 7060  | 7821  | 8843  | 8769  | 8973  | 9660  | 10077 | 10225 | 9700  | 10003 | 10650 | 10265 | 9491  | 8031  |
|                 | 1857. | 1869. | 1880. | 1890. | 1900. | 1910. | 1921. | 1931. | 1948. | 1953. | 1961. | 1971. | 1981. | 1991. | 2001. | 2011. | 2021. |

| broj stanovnika | 2545  | 2868  | 2704  | 3144  | 3591  | 4001  | 4035  | 4047  | 4405  | 4698  | 5015  | 5169  | 6044  | 6935  | 6680  | 6240  | 5330  |
|                 | 1857. | 1869. | 1880. | 1890. | 1900. | 1910. | 1921. | 1931. | 1948. | 1953. | 1961. | 1971. | 1981. | 1991. | 2001. | 2011. | 2021. |

## Povijest
Pogodan zemljopisni položaj i prirodne osobitosti kao što su blizina rijeke Drave, guste šume i drugo davale su povoljne uvjete za život na području Donjeg Miholjca od paleolitika do danas. O tome govore brojni arheološki nalazi, od kojih su najznačajniji Janjevci – Borik s okolicom (ostatci iz neolita), Brdača (srednjovjekovno naselje), Staro groblje (srednjovjekovna gradina), te rudina Maroslavci (ostatci iz neolita).
Naseljavanje područja Donjeg Miholjca prati se od naseljavanja panonskoga plemena Andizeta na ovomu području. Nakon njih u ove prostore dolaze Rimljani. Na Ptolomejevoj karti s početka 2. pol. 2. st. nalazi se Mariniana (današnji Donji Miholjac). U prvo vrijeme to naselje bilo je vojna postaja, a s vremenom se oko njega razvija naselje.

### Srednji vijek
Propašću Zapadnog Rimskog Carstva, a posebno velikom seobom naroda krajem 6. i početkom 7. st., mijenja se sastav i raspored stanovništva kraja. Tada se na ovome području prvi put spominju Hrvati. Do 8. st. ovo područje bilo je pod vlašću Avara, a krajem 8. st. započinje vladavina Franaka.
Franačka vlast započela je s pokrštavanjem do tada poganskog slavensko-hrvatskoga stanovništva. Početkom 10. st u Panonsku nizinu dolaze Mađari, no pokušaj prodora preko rijeke Drave nije im uspio. Poraženi su od hrvatskoga kralja Tomislava, i tada su ujedinjene Posavska i Dalmatinska Hrvatska. Utjecaj hrvatskih vladara u Slavoniji bio je vrlo slab, što zbog rubnoga položaja, što zbog stalne borbe za dalmatinske gradove protiv Bizanta i Mlečana.
Uskoro Slavonija dolazi pod vlast Mađara (dinastija Arpadovića, mađarski kralj Ladislav). Godine 1102. Hrvatska i Mađarska spojene su u personalnu uniju i mađarski kralj Koloman okrunjen je hrvatskom krunom. Da bi se Slavonija i u vjerskomu smislu udaljila od Dalmatinske Hrvatske, Mađari su osnivali župe i biskupije uglavnom na području Mađarske, koje su pokrivale i najveći dio Slavonije. Godine 1009. godine osnovana je biskupija u Pečuhu koja je pokrivala i područje današnjega Donjeg Miholjca. Godine 1042. ustoličen je biskup Mavro, koji je tu dužnost obnašao sve do 1070. Iz toga razdoblja postoji i prvi zapis o Donjem Miholjcu, vezan uz izgradnju prve crkve na ovomu području. To je dokument iznesen na Saboru u Albaregiji 1057. godine i u njemu se spominje darivanje zemljišta za izgradnju crkve u čast sv. Mihaela. Od tada se i mjesto oko crkve počelo nazivati Sv. Mihael.

### 20. stoljeće
Donji Miholjac 10. travnja 1941. postaje dijelom Nezavisne Države Hrvatske. Dana 14. travnja 1945. grad zauzimaju jedinice 2. vojvođanske divizije iz smjera istoka. Tijekom razdoblja u socijalističkoj Jugoslaviji, Donji Miholjac doživljava ubrzani gospodarski, industrijski i urbani razvoj. Grade se postrojenja tvornice obuće Borovo i tvornice Analit. Tijekom 1980-ih izgrađen je velik dio zapadnoga dijela grada koji nosi ime Blok.
U Domovinskomu ratu je iz Donjeg Miholjca potekla 107. brigada "Vukovi".
5. lipnja 2007. proslavljena je 950. godišnjice grada Donji Miholjac.

## Gospodarstvo
Industrijska zona „Janjevci” jedna je od površinom najvećih zona u Republici Hrvatskoj, smještena na jugoistočnome djelu grada uz prometnicu Donji Miholjac – Osijek. Površine je 126 ha.

## Znamenitosti
U središtu mjesta nalazi se zdanje dvaju dvoraca obitelji Mailáth.
Stariji, prizemni dvorac, jedna od prvih većih zgrada u Donjem Miholjcu, sagrađena je 1818. godine za vlastelinsku obitelj Prandau. Zgrada je građena u kasnobaroknom stilu a bila je i prva koja je u mjestu pokrivena crijepom. Ima dva salona, četrnaest soba, te nekoliko kuhinja i smočnica. U parku oko dvorca sagrađen je i staklenik za tropsko i zimsko bilje.
Gradnja novog dvorca počinje 1903. godine nakon posjeta cara Franje Josipa Donjem Miholjcu. Upravitelj miholjačkog imanja grof Ladislav Mailáth gradi ga u engleskom Tudor stilu, koji obiluje brojim istacima, tornjevima, mansardnim prozorima, ali isto tako prostranim terasama i balkonima. Zgrada ima 50 prostorija korisne površine cca 3500 kvadratnih metara. Unutrašnjost je bila uređena grofovim lovačkim trofejima s putovanja po Aziji i Africi. Prizemlje je bilo predviđeno za dnevni boravak, tu su se nalazile zimska i ljetna blagavaonica, glazbena soba, plesna dvorana, biblioteka, te sobe dvorske kancelarije. Sve prostorije obložene su hrastovim oblogama. U potkrovlju su bile sobe za poslugu. Dvorac je imao vlastiti izvor električne energije, vodovod te centralno grijanje uz kombinaciju kaljevih peći i otvorenih kamina.
Godine 1930. grof prodaje dvorac i imanja obitelji Schlesinger, koji mu ostaju vlasnici do 1941. kada su napustili tadašnju kraljevinu Jugoslaviju pred fašističkom okupacijom. Danas je dvorac sjedište donjomiholjačke gradske uprave.
U mjestu se nalazi i Župna crkva sv. Mihaela.
- Veliki dvorac Mailáth
- Mali dvorac Prandau
- Perivoj oko dvorca Mailáth
- Crkva sv. Mihaela
- Spomenik caru Franji Josipu I.
- Spomenik hrvatskim braniteljima

## Obrazovanje
- Dječji vrtić Pinocchio
- Osnovna škola August Harambašić[5]
- Srednja škola Donji Miholjac[6]

## Kultura i šport
- Gradska knjižnica Grada Donjeg Miholjca
- KUD "Matija Gubec"
- "LIKROB" – Udruga za likovno i kreativno oblikovanje[7]
- KK Donji Miholjac
- DVD Donji Miholjac
- Dvorac Mailath
- NK Jedinstvo Donji Miholjac
- Kinološka udruga "Donji Miholjac – 1981"
- Kuglački klub
- Hrvački klub "Fami"
- Šahovsko društvo
- Rukometni klub "Mladost"
- Športsko-ribolovno društvo "Udica"
- Lovačko društvo "Vidra"
- Teniski klub
- Stolnoteniski klub Donji Miholjac
- Streljački klub
- Klub mladih Donji Miholjac
- Društvo naša djeca Donji Miholjac
- Kulturna udruga Martina[8]
- Ekološka udruga za očuvanje prirode i okoliša „Obnovljivi izvor”[9]
- Radio klub Nikola Tesla Donji Miholjac – 9A1CCJ – 9A8M
- Motoklub Kamikaze Donji Miholjac[10]
- Književna udruga „Mihael”
- Fotoklub Donji Miholjac
- Astronomsko društvo Andromeda Donji Miholjac[11]
- Biciklistički klub „Maraton – Team”
- Nogoteniski klub „Donji Miholjac”
- SU „Knez Domagoj” Donji Miholjac[12]
- Gradska limena glazba Donji Miholjac

## Manifestacije
- Prandau festival, festival orguljaške i komorne glazbe [13]

## Poznate osobe
- August Harambašić, hrvatski pisac, pjesnik, publicist, odvjetnik, političar i prevoditelj
- Adolf Mošinsky, hrvatski političar
- Zvonimir Torjanac, hrvatski glumac
- Domagoj Vida, hrvatski nogometaš

## Šport
Od 1990. održava se Božićno-novogodišnji malonogometni turnir 'Jozo Tibinac' .

## Vanjske poveznice
- Službene stranice Grada Donjeg Miholjca
- Turistička zajednica Donji Miholjac
- Gradska knjižnica Grada Donjeg Miholjca
- Komunalno gospodarstvo Park Donji Miholjac  Arhivirana inačica izvorne stranice od 5. lipnja 2013. (Wayback Machine)
- Župa sv. Mihaela Arkanđela, Donji Miholjac  Arhivirana inačica izvorne stranice od 4. studenoga 2010. (Wayback Machine)
- Virtualni grad Donji Miholjac  Arhivirana inačica izvorne stranice od 11. siječnja 2016. (Wayback Machine)

|  | Portal Hrvatske: pristup člancima s tematikom o Hrvatskoj |